# Pulsnitz
Pulsnitz är en stad  i Landkreis Bautzen i förbundslandet Sachsen i Tyskland. Staden har cirka 7 000 invånare.
Kommunen ingår i förvaltningsområdet Pulsnitz tillsammans med kommunerna Großnaundorf, Lichtenberg, Ohorn och Steina.